# US F1チーム
US F1チーム (US F1 Team) は、かつて存在したアメリカ合衆国のレーシングチーム。2010年のF1世界選手権に参戦する予定だった。
チーム代表は元リジェのテクニカルディレクターで、ハース・CNC・レーシングのテクニカルディレクターを務めるケン・アンダーソン。スポーティングディレクターはウィリアムズやフェラーリ、ナイジェル・マンセルのマネージャーを務めていたピーター・ウィンザー。

## 沿革

### 参戦発表
2009年2月5日前後から「USF1」なるチームがF1参戦をもくろんでいるとの報道があった。
2月24日にアンダーソンとウィンザーは、アメリカのTV放送『SPEED TV』でチーム発表を行なった。そこで彼らは、USF1立ち上げの意思を鼓舞したのはF1におけるアメリカの過去の栄光を再び取り戻したいとの気持ちであることや、バーニー・エクレストンにUSF1のことを初めて話したのは2006年ブラジルGPだったこと、FIAにも5 - 6カ月前からこの件を知らせて、我々のやりたいことを認めてもらっていることを明かしていた。

### 2010年からの参戦に向けて

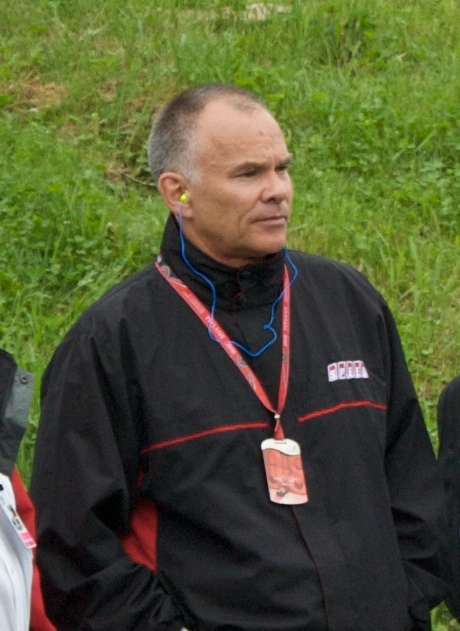
スポーティングディレクターに就任したピーター・ウインザー

チームはエンジンサプライヤー契約については当時F1に参戦していた全てのエンジンメーカーにアプローチを試み、その中でウィンザーは「トヨタ、BMW、メルセデスにとってアメリカがいかに巨大なマーケットであるかを理解している」と語っており、様々なエンジンサプライヤーを模索していた事が窺える。また、「オールアメリカン」を標榜することから、アメリカ人ドライバーを乗せることが予想され、ドライバー候補としてトロ・ロッソでF1参戦歴があるスコット・スピードや、IRLで活躍する女性ドライバーのダニカ・パトリックなど多くのアメリカ人ドライバーが挙がっていたが、結局はこれらはかなわなかった。
3月4日にチーム名を「USF1」から「USGPE」に変更した。「Formula 1」の商標権を持つFOMが、省略形の「F1」の使用に反対したためであった。
6月12日にFIAが2010年のF1世界選手権のエントリーリストを発表。USGPEはコスワースからエンジン供給を受け、「チームUS F1」としてエントリーされた。当初は早ければ11月上旬には第1号マシンのテストを実施できるとしていた。
6月ごろから、動画投稿サイトとして有名なYouTubeがUS F1を支援するのではないかという話が浮上し、その憶測通り、8月20日にYouTubeの共同設立者兼CEOであるチャド・ハーリーを投資家として迎えることが発表された。
9月にはフォーミュラ・ワン・チームズ・アソシエーション (FOTA) への加盟申請も行った。しかし、この頃より来年の開幕戦までにマシンが用意出来るのか疑問視しされ始め、速ければ11月上旬に予定されていたマシンテストも無かった。
11月30日にFIAが発表した追加エントリーリストでは「US F1チーム」と表記された。
12月23日より、YoutubeにUS F1の作業風景が掲載された。しかし、ファクトリーに機材を置いてゆく様子と、マシンのノーズ部分のみの製作光景だけの映像であった。また、ロータスやヴァージンなどの他の新参チームは後発ながらも同時期の段階でマシンの製作やチーム体制を着実なものにしていったのに対し、US F1の参戦に対する進行状況が明らかに遅れていたのが露見するようになり、US F1への疑問は日々強くなっていった。

### 資金難

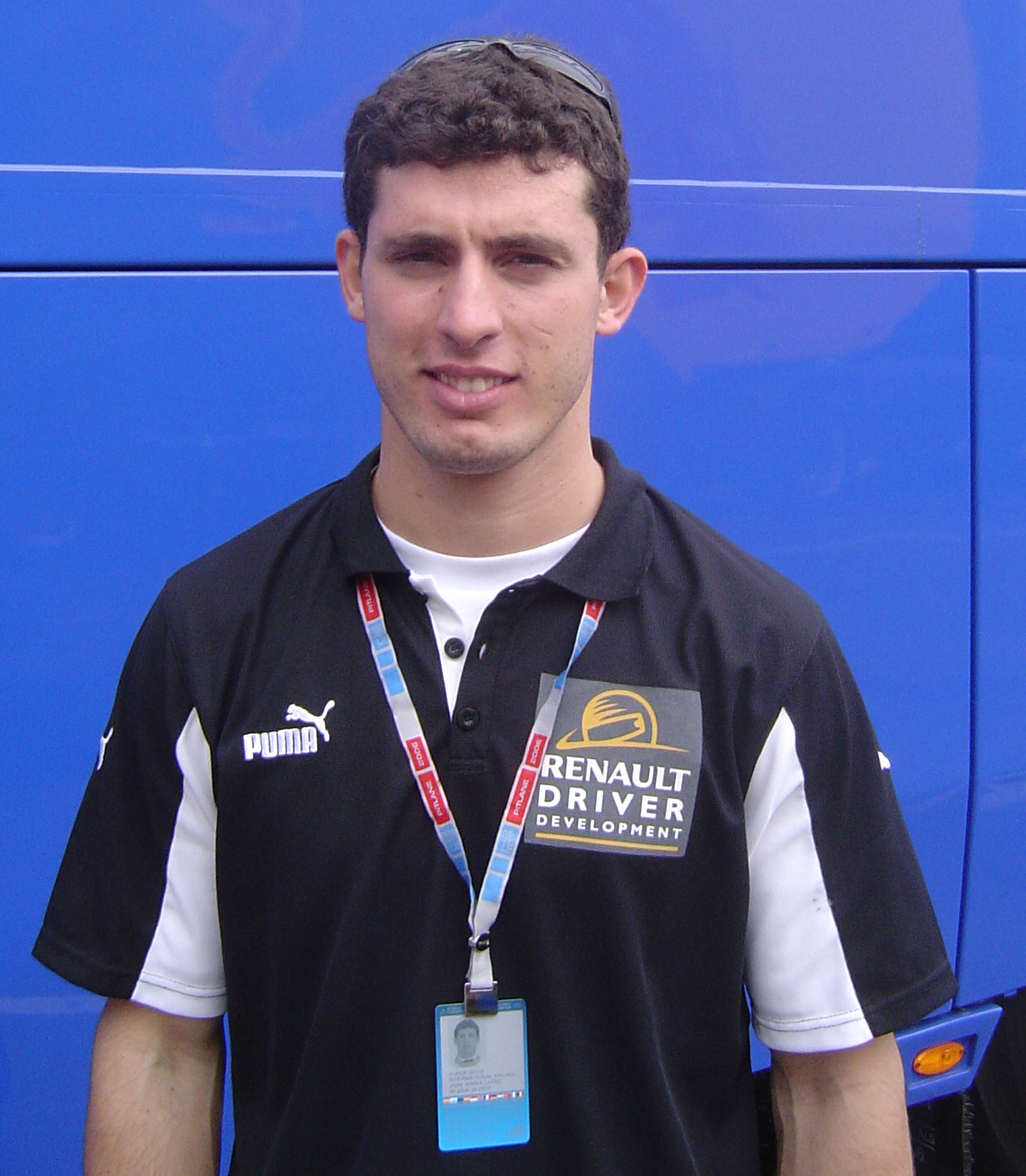
正ドライバーとして契約したホセ・マリア・ロペス

2010年1月には、正ドライバーとしてホセ・マリア・ロペスの起用を発表したが、すでにスポンサーの獲得難による資金不足が噂され、序盤戦を欠場するのではないかと報じられるようになる。レース参戦に不可欠なシャシーのテストも全く行われず、もう一人の正ドライバーの発表も行われないまま、同年2月20日にはアンダーソンが開幕から4戦の欠場許可をFIAに対し求めていることをメディアに対し認めた。
上記のような事情から、US F1側の投資家であるYoutubeのハーリーとステファンGPの代表であるゾラン・ステファノビッチが両チームの合併を画策した。これは「参戦権はあるがマシンのないUSF1と、マシンはあるものの参戦権のないステファンGPが手を組むことは論理的なシナリオである」という考えから基づく合併交渉であり、チャドは両チームの仲介役としてこの交渉を進めたが、2月25日に完全に交渉決裂したと報じられた。このオファーを断ったことについて、のちにウィンザーは「トヨタのマシンを使用する事を真剣に検討をするべきだった」と後悔の念を語っている。ステファンGPの合併交渉の内容とはトヨタ・TF110の使用権に関することであり、断固として拒否したことに対する過ちを認めた事になる。ただし、エンジンがすでにコスワースで決定していたため、ステファン側の交渉を飲めば、シャシーだけでなくエンジンを含めたパッケージとなったために、コスワース側との契約に何らかの問題が噴出したことも想定される。他の新規参戦チームでいえば、カンポスが開幕戦寸前で参戦の目途が立たなかったためにホセ・ラモン・カラバンテに株式譲渡し、HRT F1チームとして参戦を行い、不眠不休の努力で開幕戦への参戦にこぎつけた事例もある。この例よりさらに条件の良かったとされるUSF1とステファンGPとの交渉が成立していれば、参戦出来た可能性は高い。

### 2010年シーズン参戦の断念
2月28日にUS F1は当初の参戦計画を2011年まで延期するようFIAに要請した。その際に、アンダーソンとハーリーは、2011年からF1参戦する意向を証明するための保証書をFIAに提出したとされる。これがFIAに受理されれば「13番目のチーム」が事実上解除されることとなり、2010年からF1参戦を目指していたステファンGPの道が開ける可能性が高まることが期待された。2010年度の新参チーム参戦枠は13チーム26台であり、ステファンGPは14番目のチームとしてFIAに参戦申請を続けていたが認められなかった。これらの背景から、ハーリーを仲介役として合併案などが出されたが、US F1チーム側はそれを認めなかった。そこでFIAが提示していた問題解決案の一つである参戦延期案を行えば「13番目のチーム」が解除されるため、それまでに参戦を申請し続けたステファンGPのF1参戦の可能性が高まる。
3月2日、前述の資金難のためにチーム経営・運営を終了し、従業員に無期休暇命令を出して閉鎖をしたと伝えられた。チームと正ドライバーとして唯一契約していたホセ・マリア・ロペスは、契約履行に必要な金額の一部（約83万ドル）を支払っていたが、これも契約解除された。そのために、ロペスはHRTでリザーブドライバーとして契約する事を目指していたが、遂にそれもかなわなかった。この際にロペスはUS F1について「彼らはFIAやFOTA、FOM、そしてアメリカのレースファンの全てをだました」と述べた。またロペスのマネージャーであったフェリペ・マクゴーは「ケン・アンダーソンの見積もりの甘さが諸悪の根源」と指摘している。
これに対し、チーム代表であるアンダーソンは、チームの閉鎖はしておらず、2010年シーズンからの参戦を2011年まで延期できるかどうかについて、FIAからの返答を待っているところであると述べていた。

### 完全消滅
その後もステファンGPとの交渉は水面下にて行われていた様であり、3月20日にステファンGPがUS F1を買収することで合意したと発表した。ただし、すでにFIAによって参戦権が剥奪されている可能性もあり、2月の時点で参戦計画が破綻していたUS F1が合併交渉を断固として拒絶していた折り合いの悪さから、この買収承諾はFIAから下される懲戒処分を回避するための作為であると見られた。
2010年4月1日にチームの運営は完全に停止した。最後まで残った10名ばかりのスタッフの賃金は未払いの状態となり、チームは解体された。差し押さえられた2台のチームのオーダーメイドトレーラーはeBayによって競売にかけられた。また、これらの資産を解体して5月19日に債権整理を開始した事が伝えられた。その中にはエンジンサプライヤーとなったコスワースの名もあり、US F1との契約解除と債権者として清算をすることを発表した。
6月10日には、US F1に残されていた全ての機材がオークションにかけられた。その中には、シャーシのモックアップやホイールなども含まれている。このオークションによる140万ドルの売り上げは、負権者への支払いに当てられた。
6月25日には、30万9,000ユーロ（約3,400万円）の罰金および競技資格剥奪処分がFIAモータースポーツ協議会から下された。
US F1の参戦取り止めを受けて、バーニー・エクレストンは廃止された供託金制度を再導入し、エントリーを希望するチームに対して1600万ポンドの支払い義務を課すと述べた。